# Nederlands in Indonesië
Het Nederlands is eeuwenlang de taal van de machthebbers geweest in de Indische Archipel, toen die, of delen ervan, door de Nederlanders waren gekoloniseerd. Het is sinds de overdracht van West Papoea/Nieuw-Guinea aan Indonesië in 1963 geen officiële taal meer.

## Huidig gebruik
Dit betekent echter niet dat het Nederlands niet meer wordt gebruikt. Het Nederlands is een bronnentaal in Indonesië; en sommige documenten in deze taal hebben hun officiële status als overheidsdocument behouden. Ook als handelstaal heeft het een functie, al is in dat opzicht het Engels veel belangrijker.
Volledige beheersing van de taal komt thans eigenlijk vooral voor bij oudere mensen en enkele van hun jongere familieleden (vooral in de grote steden op Java, in Minahasa, op de Molukken en in Papoea vanwege de Nederlandse aanwezigheid tot 1963 aldaar), die de taal nog op school geleerd hebben, en haar nog wel onderling, tijdens reünies of met toeristen spreken.
Sinds 1971 heeft Universitas Indonesia (UI) te Jakarta als enige universiteit in Indonesië een Seksi Belanda (Sectie Nederlands). Interesse in de studie Nederlands houdt verband met dat het Indonesisch recht deels is gebaseerd op het Nederlandse, en vele geschriften uit de koloniale tijd zijn ook nu nog relevant. Ook oudere historische, taalkundige, filologische en medische bronnen zijn vaak in het Nederlands gesteld. Er zijn ook andere motieven, waardoor er beroepsgerichte opleidingen te vinden zijn in Semarang, Bandung, Surabaya en in Jogjakarta. Deze instituten zijn vaak gericht op ruimer publiek. Jongeren leren er Nederlands om de taal van hun oma te begrijpen, om de Indonesische geschiedenis te bestuderen of om toeristische redenen (men wil bijvoorbeeld gids worden). Naast het Engels, het Japans en het Mandarijn-Chinees is het Nederlands daarmee een populaire studietaal, en ieder jaar leren meer dan 10.000 Indonesiërs het op particuliere scholen en cursussen.
Het Nederlands is al met al niet geheel uit Indonesië verdwenen. Het wordt nog gebruikt op onder meer op het gebied van geschiedenis, taalkunde, landbouw, bosbouw, antropologie en rechtspraak. Van juristen wordt vaak geëist dat ze Nederlands kunnen lezen. Veel wetboeken en bestuursstukken zijn niet vertaald in het Indonesisch of zijn niet vernieuwd. Het Nederlands is in enkele plaatsen, zoals in Depok, Ambon en Manado, nog een taal van enige importantie, in de grote steden wordt het Nederlands vooral door de Indo-Europese en in mindere mate westers georiënteerde Chinese minderheden in Bandung, Malang, Semarang, Surabaya en delen van Jakarta soms nog gebruikt.

## Historie

### VOC-tijd
Het gebruik van het Nederlands kwam echter maar laat op gang in de kolonie. In de tijd van de VOC stelde het Nederlands bijna niets voor, waarbij kwam dat vele gebieden nog helemaal niet door de Compagnie waren ontdekt.
De mensen die het Nederlands machtig waren hadden meer rechten. Alleen slaven die Nederlands spraken mochten een hoed dragen en inheemse vrouwen mochten alleen met Europeanen trouwen als ze Nederlands spraken.

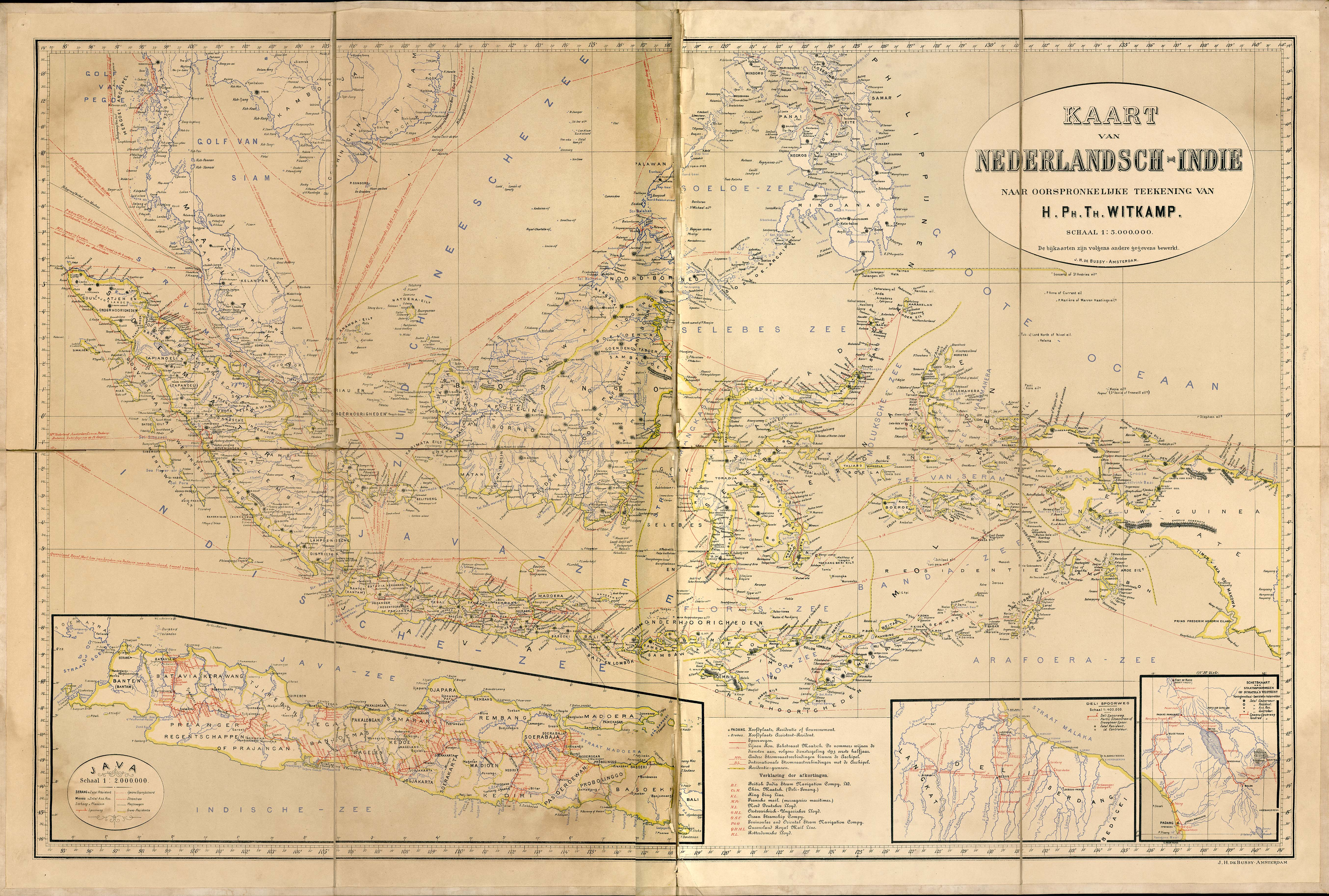
Nederlands-Indië

Op de Molukken en in Batavia werden Nederlandse scholen opgericht. Maar niet iedereen mocht op deze scholen: er waren er weinig van, en doorgaans waren ze alleen voor een elite toegankelijk. Op school sprak men Nederlands maar thuis vaak een soort Maleis of Javaans.

### Twintigste eeuw
Het Maleis werd net zoals het Nederlands steeds belangrijker. Het Maleis was echter ook een taal van de regio (een lingua franca): in de naburige Britse en Nederlandse koloniën Malakka, Singapore en Brunei werd ook Maleis gesproken. Sinds de twintigste eeuw kreeg het Nederlands een echte status in Indonesië. Veel Indonesiërs gebruikten het Nederlands nu ook onder familie en vrienden. In 1942, toen de Japanners Nederlands-Indië bezetten, verboden zij de taal en mocht er alleen gebruikgemaakt worden van de Aziatische talen, zoals Indonesisch en Japans.

### Na 1949
Na de onafhankelijkheid van Indonesië bleven velen nog lang Nederlands spreken. Als je Nederlands spreekt, is dat in sommige streken nog steeds een bewijs van een goede opvoeding. Hoewel de Indonesiërs fel tegen de Nederlanders waren geworden na de oorlog, bleven velen het respect voor de Nederlandse taal houden. Ook Soekarno, de eerste president en uitroeper van de Republiek Indonesië, bleef Nederlands spreken en las jaarlijks veel Nederlandse boeken. Het Nederlands was nog zeker niet uitgestorven in de regio, want de Nederlanders hadden na 1949 nog een kolonie behouden, Nederlands-Nieuw-Guinea. Soekarno vond echter dat dit gebied bij Indonesië hoorde en onderhandelde nog lang met Nederlanders. Door de scholen in Nieuw-Guinea leerden ook veel Papoea's, de bewoners van de huidige provincie Papoea (vroeger Irian Jaya), de taal.

## De invloed van het Nederlands op het Indonesisch
Het Nederlands heeft ook veel invloed gehad op het Indonesisch, het Javaans en andere talen uit het archipel. Veel woorden zijn in het Indonesisch opgenomen, zoals:
- knalpot, bekleding, vermaak, achteruit, absurd, afdruk, belasting, bestek, bom, bretel, debat, degen, doktorandus, drama, elan, fabel, flop, fotomodel, fraude, giro, gratis, handel, harem, hutspot, inklaring, jas, kabinet, kanker, kansel, krat, kop, lading, loket, marmer, masker, matras, mondeling, nota, notaris, oma, onderneming, oom, opa, pan, pater, punt, rekening, rimpel, salaris, seks, sigaret, skelet, tank, tante, testikel, tol, urine, vla, wastafel, wortel.

Wel raakt een aantal van deze woorden in onbruik. Zo komt hutspot niet vaak meer voor, en is sigaret alom vervangen door rokok. Dat laatste woord is uiteindelijk van Nederlandse origine: het is afgeleid van "roken".
Ook zijn er woorden die anders worden geschreven maar vaak hetzelfde worden uitgesproken:
- adopsi, apel, asprak, bagasi, bandit, baterai, bioskop, debil, demisioner, duane, ekonomi, energi, ereksi, finansiil, frustrasi, garansi, generasi, granat, handuk, higiene, ideologi, imbesil, impoten, inflasi, jenewer, kampiun, kantor, kardiolog, kastrasi, kondom, kran, kristen, kuitansi, langsam, losion, makelar, marsepen, menstruasi, monarki, opas, operasi, overproduksi, panekuk, parlemen, pesimis, polisi, posbus, poskantor, resesi, revolusi, segregasi, sigar, skorsing, spanduk, tabu, taksi, tanpasta, toleran, vegetarir, verplehster, wanprestasi.

Na de onafhankelijkheid van Indonesië is een aantal van deze leenwoorden bewust veranderd. Zo werden universitet en kwalitet vervangen door universitas en kualitas, waardoor het Nederlandse karakter ervan iets verminderde.
Andere woorden zijn zichtbaar van het Nederlands afgeleid. Voorbeelden hiervan, met hun betekenis in het Nederlands:
- abésé (ABC, alfabet), air ledeng (leidingwater), amplop (enveloppe), arbei (aardbei), ateret (achteruit), besenegeng (bezuiniging), buku (boek), dasi (stropdas), dopercis (doperwten), dus (douche), efisen (efficiënt), ember (emmer), fakultas kedokteran (medische faculteit), gaji (gage), gemente (gemeente), hasyis (hasjies), hopagen (hoofdagent), insinyur (ingenieur), interviu (interview, ook uit het Engels), kakus (kakhuis, wc), kantor pos (postkantoor), keker (verrekijker), keroket (kroket), klep knalpot (uitlaatklep), komunis (communist), kopor (koffer), koterek (kurketrekker), lengseng (lezing), masase (massage), meisyes (muisjes, hagelslag), netral (neutraal), om (oom), ongkos (onkosten), otobus (autobus), pakansi (of vakansi) (vakantie), persnelling (versnelling) pipa (pijp), pofercis (poffertjes), puisi (poëzie), rebewes (rijbewijs), reboisasi (herbebossing), sakelek (zakelijk), stasiun (station), teh (thee), wese (wc), zeni (genie).

Overigens zijn zeer veel bovengenoemde woorden zelf in het Nederlands ook leenwoorden.

## De invloed van Indonesisch/Maleis op Nederlands en Afrikaans
Omgekeerd kent het Nederlands ook woorden uit het Indonesisch/Maleis. Een aantal daarvan hebben met gerechten te maken:
- nasi, bami, babi pangang, ketjap, atjar, gadogado, kroepoek, emping, saté, mango, sambal, loempia, boemboe, trassi, klapper, sereh, peteh[bonen], laos, lombok, kemiri[bonen], pi(e)sang (dat ook in het Afrikaans wordt gebruikt).

Op andere terreinen liggen bijvoorbeeld:
- kaki ("voet"), batik, pasar, kris, gamelan, baboe, wajang, piekeren (Mal. pikir, "denken"), pienter (Mal. pintar), amok, klamboe, karbouw, rimboe, orang oetan, soesa, senang, bakeleien, banjeren, amper, [dat is niet mijn] pakkie-an, gladjakker, branie, goeroe, soebatten, tabee, plopper, sarong, koelie, tang (kwaadaardige vrouw), toko, patjakker, tempo doeloe, bazar, oorlam, kongsi, goenagoena, bersiap, beo, desa, gonje, guttapercha, kali, kassian, mandiën, negorij, krontjong, rotan, sawah, totok, toean, njai, nonna, liplap, kraton, klewang

Ook in het Afrikaans zijn er verschillende woorden van het Maleis afgeleid.
- baar ("ongeoefend, groentje" van baru ("nieuw")), piesang, baie ("veel", van banyak).

## Nederlandse creoolse talen op Java
Er bestaan enkele creoolse talen, die echter vooral in Nederland worden gesproken, en ook langzaam maar zeker uitsterven nu de eerste generatie Indische Nederlanders allengs verdwijnt: dit zijn het Petjoh en het Javindo.